# 維新体制
維新体制（いしんたいせい）は、韓国第四共和国憲法の下、朴正煕が非常事態をちらつかせながら独裁を敷いた体制を指す。夜間外出禁止令など、国民生活に直接影響を及ぼす制約も少なくなかった。
もともと朴正煕政権の目標は、朝鮮半島の資本主義による統一にあった。しかし、急激な民族資本の育成は、労働者層に負担を強いるものであり、1971年に行われた大統領選挙では野党・新民党の金大中候補に90万票差まで詰め寄られた。そのため、1972年10月に非常戒厳令を宣布（十月維新）、憲法を自らの手で改正して「維新体制」を確立した。
- 「民主主義はちょっと待ってくれ。まずは食うことだ」
- 「二度と大国に蹂躙されない国を作る」
- 「資本主義と共産主義のどちらが国民を豊かにするか競争しよう」

朴正煕の一存による開発独裁は、側近の離反をも招いた。アメリカのカーター政権からも、「韓国の人権状況に憂慮」を表明された。1973年から1988年まで岩波書店の雑誌『世界』に「T.K生」の筆名で連載された『韓国からの通信』（岩波新書で書籍化）は、この時代の韓国を告発する内容だった。維新体制は1979年10月の朴正煕の暗殺までを指すが、独裁の終焉は1987年の民主化宣言を待たなければならなかった。